# Saurophthirus longipes
Saurophthirus longipes (лат.) — вид вымерших насекомых из семейства Saurophthiridae отряда блох, паразитировавший на птерозаврах. Обладали специализированной дыхательной системой, которая, предположительно, позволяла им дышать под водой, когда их хозяева (птерозавры) плавали или ныряли за рыбой. Обнаружены в меловых отложениях Забайкалья (Россия).

## Этимология
Видовое название лат. longipes — «длинноногий» связано с относительно длинными ногами. Родовое название Saurophthirus образовано от двух слов др.-греч. σαῦρος — «рептилия», «ящер» и φθείρ — «высасывать».

## Систематика
Вид был впервые описан в 1976 году советским палеоэнтомологом Александром Георгиевичем Пономаренко (Палеонтологический институт РАН, Москва).
В 1986 году, после описания сходного рода Saurophthiroides Ponomarenko, 1986 (меловой период, Монголия), им же выделено особое семейство Saurophthiridae.
В 2013 году в породах близкого возраста в Северо-Восточном Китае (Huangbanjigou, Dawangzhangzi) были обнаружены 5 экземпляров (две самки и один самец), отнесённых к другому виду того же рода — Saurophthirus exquisitus Gao et al. 2013. Оба этих вида отличаются рядом характерных черт, которые позволяют рассматривать их как эктопаразитов.
Позднее была доказана филогенетическая близость Saurophthiridae к семействам Pseudopulicidae и Tarwiniidae и в 2017 году они были объединены в надсемейство Saurophthiroidea. Систематическое положение последнего остаётся неясным.

## Описание
Бескрылые насекомые длиной 12 мм. Ноги длинные и не прыгательные, брюшко не сжатое с боков. Тело сжатое со спинной стороны и брюшка. Длина головы 4,2 мм, длина усиков 1,6 мм, длина передних ног 12,5 мм, длина задних ног 17,0 мм, длина средних ног 14,0 мм. Усики 17-члениковые, выступают за пределы тела. На ногах по два больших загнутых коготка. Ротовой аппарат насекомого колюще-сосущий.
Как считается, насекомое паразитировало на птерозаврах.

## Открытие и эволюция взглядов на биологию вида
После открытия этого вида в 1976 году он долгое время был известен по единственному отпечатку в отложениях Забайкалья (Байса, меловой период, неоком, вероятно, барремский ярус). В 2000-х годах было обнаружено ещё 15 экземпляров (1 самец и 14 самок). Находка была совершена в Бурятии на берегах реки Витим в нижнемеловом местонахождении Байса, возраст которого оценивают в 125 млн лет. Изучение новых экземпляров вида заставило Александра Расницына и Олесю Стрельникову из Палеонтологического института РАН внести важные коррективы в представление о биологии и образе жизни этого вида.
Шесть новых экземпляров Saurophthirus longipes были исследованы при помощи бинокулярного и сканирующего микроскопов. Было установлено, что у самок брюшко слабо склеротизовано, и сквозь внешние покровы просвечивали внутренние органы. Это свидетельствует о том, что их покровы могли растягиваться после приёма большой порции пищи. На каждой лапке имелось по два больших загнутых коготка, которые помогали прикрепляться к движущимся объектам. У Saurophthirus longipes отсутствуют крылья, подобно современных вшам и блохам. Ротовой аппарат насекомого колюще-сосущий, им можно было прокалывать плотные кожные покровы хозяина. Также Saurophthirus longipes обладает удлинёнными конечностями, характерными для современных клещей, кровососущих клопов и мух-кровососок. Эти членистоногие паразитируют в том числе на летучих мышах, и длинные конечности помогают им удерживаться на летательной перепонке. В начале раннего мелового периода летучих мышей ещё не было, они появились в ходе эволюции лишь 80 млн лет спустя — в эоцене. Зато в начале раннего мелового периода в воздухе доминировали птерозавры, обладавшие такими же кожистыми перепонками на крыльях, как и летучие мыши. Таким образом, Saurophthirus longipes мог паразитировать исключительно на птерозаврах.
Помимо этого, в ходе исследования новых экземпляров было установлено, что у насекомого была специализированная дыхательная система (амфипнейстическая трахейная система) с сокращенным числом дыхалец (стигм) и расширенными трахейными стволами. Для сравнения, у современных блох имеется полный набор из 10 пар дыхалец, попарно расположенных на сегментах груди и брюшка. У Saurophthirus было только две пары увеличенных дыхалец: одна пара находилась на среднегруди, вторая — на восьмом сегменте брюшка. Подобное строение дыхательной системы называется амфипнейстическим и является характерным для личинок водных жуков и личинок двукрылых, обитающих в воде, на плотных средах с ограниченным доступом к кислороду. Такие насекомые, поднимаясь к поверхности воды, запасают воздух в расширенных трахеях, после чего вновь погружаются в воду.
Расницын и Стрельникова выдвинули предположение, что самки Saurophthirus longipes, насосавшись крови, отваливались от птерозавров и падали в воду, где откладывали яйца. С этим и связаны их адаптации к дыханию под водой. Сходным образом заходит в водоёмы для откладывания яиц ряд современных видов непаразитических двукрылых: самки представителей семейств Blephariceridae и Nymphomyiidae.
Растяжимое брюшко самок также свидетельствует в пользу того, что им приходилось покидать хозяев после питания их кровью. Примечательно, что самцы, судя по аналогичному строению ротового аппарата, тоже питались кровью, но при этом имели жесткие нерастяжимые покровы брюшка. Это свидетельствует о том, что они не покидали птерозавров, на которых паразитировали.
Русский палеонтолог Дмитрий Щербаков (также из Палеонтологического института РАН) предложил альтернативную гипотезу, позволяющую объяснить водные адаптации вида с его паразитическим образом жизни. Согласно его гипотезе, подобные анатомические адаптации возникли потому, что связанным с водой был его вид-хозяин. В последние годы появляется все больше свидетельств того, что птерозавры вели водный или околоводный образ жизни. На местах пищеварительного тракта в фоссилиях птеранодонов и рамфоринхов находят рыбьи кости, также имеются находки, доказывающие, что и сами птерозавры становились добычей крупных рыб и акул. В тех же пресноводных отложениях, в которых были найдены китайские Saurophthirus exquisitus, были обнаружены и птерозавры рода Boreopterus с весьма длинными зубами, похожими на зубы современных дельфинов. Палеонтолог Марк Уиттон, специалист по птерозаврам, считает, что Boreopterus ловили рыбу, плавая в озёрах. Вполне возможно, что Saurophthirus exquisitus паразитировали именно на этих птерозаврах.
Предполагается, что птерозавры, питающиеся рыбой, могли садиться на воду и плавать в ней, при этом загребая своими задними ногами, подобно водоплавающим птицам. В частности, имеются находки окаменелых следов, которые были оставлены плавающими птерозаврами на мелководье. При плавании в воде большая часть туловища птерозавров была погружена в воду, и паразитирующие на них Saurophthirus тоже, вероятно, оказывались под водой. Расширенные трахеи, служившие резервуарами с воздухом, в такой ситуации были бы уместны.
Палеонтологом Щербаковым также было сделано предположение, что Saurophthirus могли быть куклородными, подобно современным мухам-кровососкам из семейств Streblidae и Nycteribiidae, которые паразитируют на летучих мышах. Они не откладывают яйца во внешнюю среду, а имеют подобие «матки», обеспечивающее развитие личинок внутри организма самки. Такая особенность позволяет мухам не покидать животное-хозяина даже на стадии личинки. Если этот признак имели и Saurophthirus, они могли быть особенно чувствительны к недостатку кислорода, поскольку самкам приходилось потреблять кислород и для себя, и для развивающейся личинки.